# Mazorijes
Los mazorijes (también llamados mazorís) fueron los habitantes precolombinos que habitaron la región oriental de la isla de La Española, posiblemente relacionados con los ciguayos. A diferencia de estos, los mazorijes se establecieron en el interior de la isla, en varios afluentes del río Yuna, También se asentaron en la costa del sureste de la isla, y además aparentemente tenían un idioma distinto al de los ciguayos, pero muy similar a este.
Posiblemente, los mazorijes eran un pueblo de origen pretaíno, al igual que los ciguayos, pero por la gran cantidad de taínos en la isla, ellos tenían como segundo idioma al taíno que se hablaba de forma general. Estos se dedicaban principalmente a la pesca, caza y recolección de frutas y, aunque aparentemente no estaban relacionados, los primeros colonos los confundían con los caribes.